# Valle dell'Adige

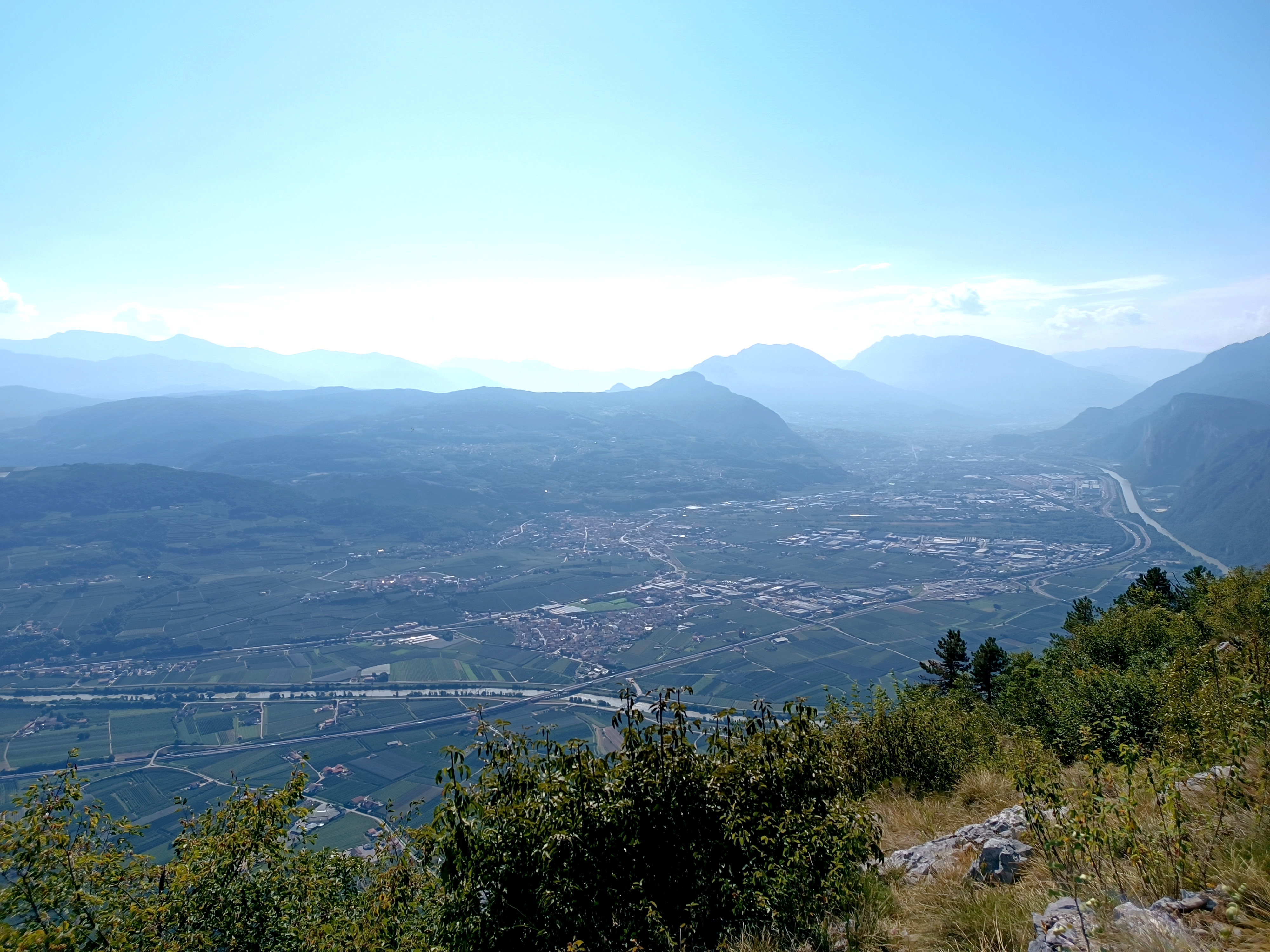
Valle dell'Adige da Fai della Paganella

Il nome Valle dell'Adige, nota anche come Val d'Adige o Valdadige (Etschtal in tedesco), identifica il tratto della valle percorsa dal fiume Adige che va da Merano a Rovereto. La parte più settentrionale del corso del fiume, infatti, appartiene alla val Venosta, mentre a sud di Rovereto il fiume scorre in Vallagarina fino all'ingresso nella pianura Padana poco a nord di Verona.
Ha origine primariamente fluviale, ma presenta anche evidenze di modellamento glaciale e legate alla gravità. Dal punto di vista orografico la valle separa: nella parte superiore le Alpi Retiche meridionali (a ovest) dalle Dolomiti (a est); nella parte inferiore le Prealpi Bresciane e Gardesane (a ovest) dalle Prealpi Venete (a est). Un comprensorio della provincia di Trento ha assunto il nome di Comprensorio Val d'Adige.
Le principali città sono Trento e Bolzano. Nel tratto meridionale della valle (Rovereto-Bolzano) corrono la strada statale 12 dell'Abetone e del Brennero, l'autostrada A22 del Brennero e la ferrovia del Brennero oltre a varie strade provinciali. Nel tratto tra Bolzano e Merano corrono la ferrovia Bolzano-Merano, la strada statale 38 dello Stelvio che tra i due centri è una superstrada detta MeBo, nonché varie altre strade minori.